# Microperoryctes
Microperoryctes és un gènere de bàndicuts dins l'ordre dels peramelemorfs. Conté les següents cinc espècies vivents:
- Bàndicut pigmeu dels Arfak (M. aplini)
- Bàndicut ratllat (M. longicauda)
- Bàndicut ratolí (M. murina)
- Bàndicut ornat (M. ornata)
- Bàndicut de Papua (M. papuensis)